# Ya‘ar Ẕor‘a
Ya‘ar Ẕor‘a (hebreiska: יער צערה) är en skog i Israel.   Den ligger i distriktet Jerusalem, i den centrala delen av landet.